# Sisteronia
Sisteronia es un género extinto de ictiosaurio oftalmosáurido platipterigino que vivió a mediados del Cretácico en el sureste de Inglaterra y el sureste de Francia. Solo abarca a una especie, Sisteronia seeleyi.

## Descubrimiento

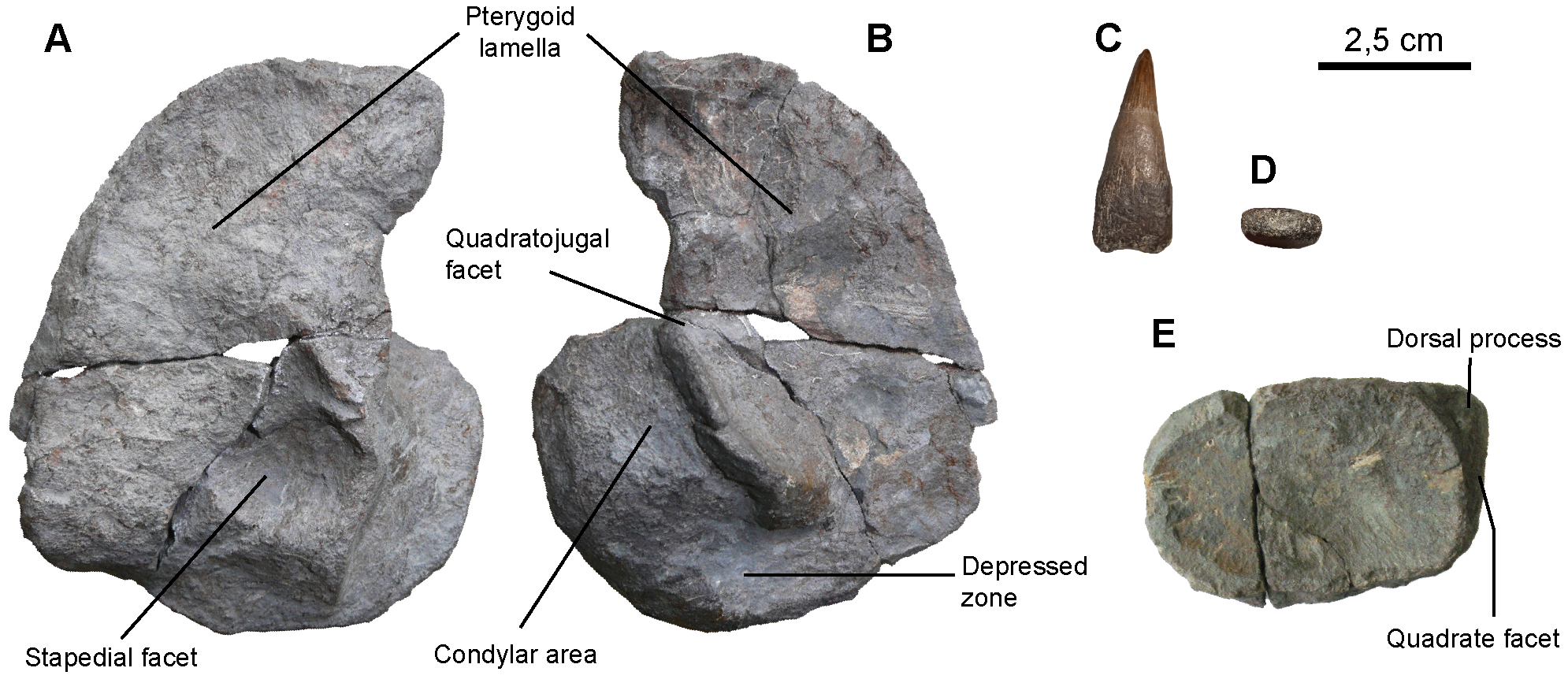
Hueso cuadrado, diente y el hueso articular.

Sisteronia fue nombrado por Valentin Fischer, Nathalie Bardet, Myette Guiomar y Pascal Godefroit en 2014 y la especie tipo es Sisteronia seeleyi. El nombre del género se refiere a Sisteron, una comunidad en la Alpes-de-Haute-Provence, en el sureste de Francia, en donde se recolectaron especímenes relativamente completos referibles a Sisteronia, incluyendo un esqueleto parcial articulado y al menos tres especímenes adicionales articulados que se mantienen en una colección privada. El nombre de la especie, seeleyi, honra al renombrado paleontólogo británico Harry Govier Seeley quien catalogó cientos de especímenes fragmentarios del ictiosaurios del Miembro Cambridge Greensand de la Formación Lower Chalk, ahora alojados en las colecciones del Museo de Ciencias de la Tierra de Sedgwick (CAMSM), el Real Instituto Belga de Ciencias Naturales (IRSNB), El Museo Hunterian (GLAHM), el Museo y Galería de Arte New Walk (LEICT) y el Museo Británico de Historia Natural (NHMUK). Muchos de estos especímenes nunca han sido revisados exhaustivamente desde la publicación de Seeley en 1869, y entre estos se encuentra el holotipo de Sisteronia.
Fischer et al. (2014) designó a CAMSM B58257_67 como el holotipo de Sisteronia. Es uno de los especímenes más completos del Miembro Cambridge Greensand, que representa un esuqeleto incompleto y articulado, incluyendo un basicráneo parcial (la parte inferior del cráneo), una escápula, un húmero, y cinco centros de vértebras.

## Descripción

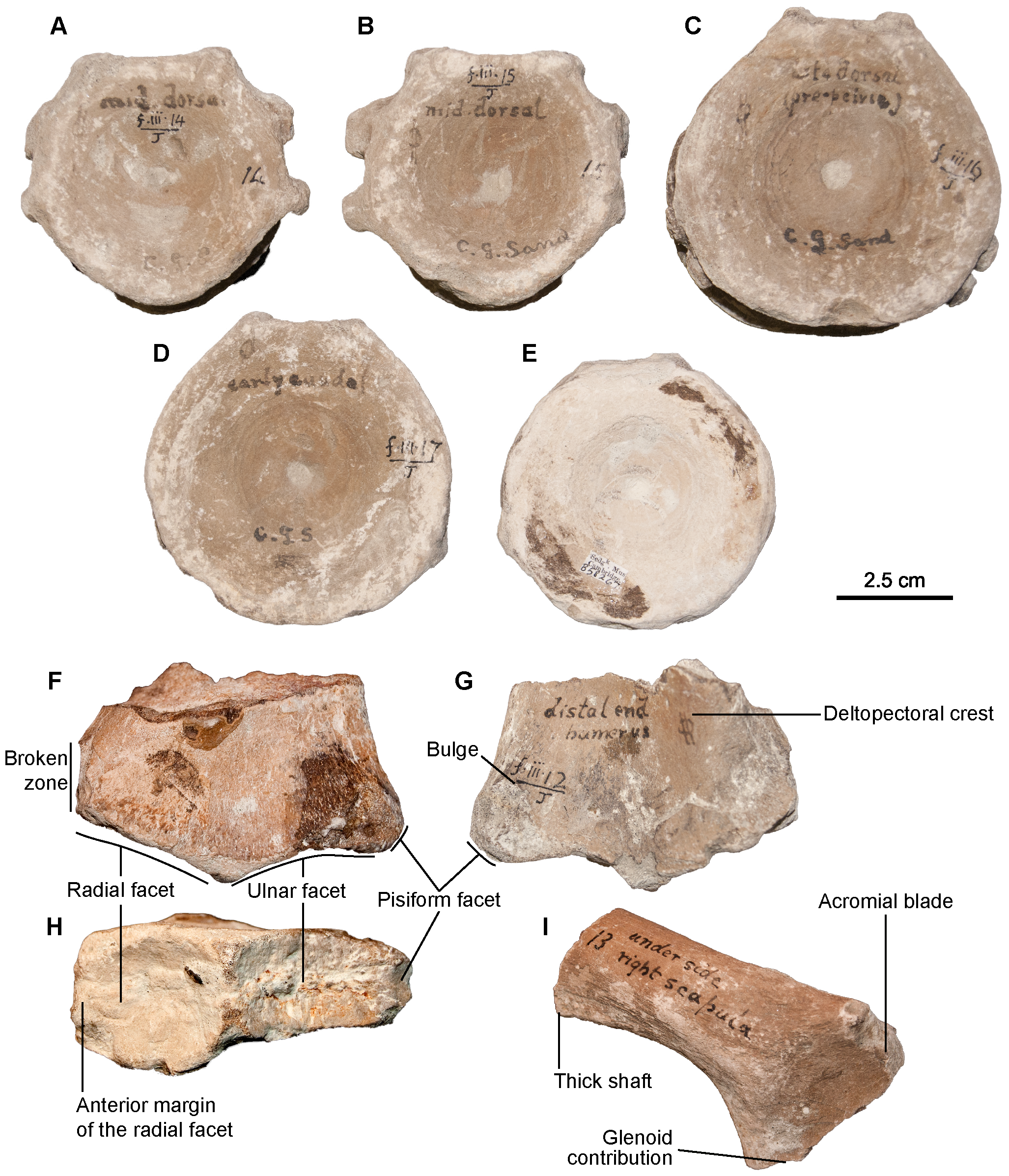
Elementos axiales y del hombro del holotipo.

Sisteronia posee tres autapomorfias, o rasgos únicos, que lo diferencian de todos los demás oftamolsáuridos platipteriginos conocidos. En Sisteronia, el basioccipital posee un proceso elevado en el piso del foramen magnum. Como solo se ha observado en un espécimen juvenil de "Platypterygius" australis, el opistótico carece casi completamente de un proceso paroccipital. Los individuos adultos de "P." australis carecen de esta condición, a diferencia de los especímenes maduros de Sisteronia. Los dientes de Sisteronia son rectangulares en sección transversal con coronas y raíces pequeñas, y con una longitud labio-lingual es usualmente igul a la mitad de la longitud anteroposterior. Como se deduce de sus dientes delicados, delgados y sin desgaste, Sisteronia depredadaba a animales pequeños y suaves como pececillos y cefalópodos neocoloideos.
Sisteronia puede ser distinguido además de los otros platipteriginos por una combinación de características. A diferencia de Aegirosaurus y Sveltonectes insolitus, el proceso anterior de su maxilar se alarga anteriormente, alcanzando el nivel del hueso nasal. Como en S. insolitus, Sisteronia tenía prominentes facetas opistóticas en el basioccipital, y una impresión del sacculus expandida en el opistótico, como se observa en Acamptonectes y los individuos maduros de "P." australis. Sisteronia posee un supraoccipital en forma de U, como "P." australis, "P." hercynicus y "Ophthalmosaurus" natans, y un cóndilo del hueso cuadrado acortado anteroposteriormente como ocurre en Ophthalmosaurus icenicus y S. insolitus. Por último, el húmero de Sisteronia tiene una faceta para un elemento posterior accesorio, como se ve en "Ophthalmosaurus" monocharactus, "P." hercynicus, "P." americanus y "P." sp. de Texas y los Territorios del Noroeste. Fischer et al. (2013) asignaron a Sisteronia a los Platypterygiinae por poseer varias de las sinapomorfias de este clado y carece de las sinapomorfias de los oftalmosáuridos oftalmosaurinos. Un análisis filogenético aún sin publicar apoya esta asignación.

## Filogenia
Un amplio análisis filogenético fue llevado a cabo por Fischer (2013) en su tesis sin publicar y encontró que Sisteronia es un miembro de Platypterygiinae. Aun cuando variaciones de este análisis han sido publicadas formalmente, las codificaciones de Sisteronia se basan mayormente en material referido sin describir actualmente alojado en una colección privada, y por lo tanto la publicación de este cladograma está pendiente.